# Mladen Mladenov
Mladen Mladenov   (Sofia, 10 de març de 1957) és un lluitador búlgar, ja retirat, especialista en lluita grecoromana, que va competir durant les dècades de 1970 i 1980.
El 1980 va prendre part en els Jocs Olímpics d'Estiu de Moscou, on guanyà la medalla de bronze en la prova del pes mosca del programa de lluita grecoromana.
En el seu palmarès també destaca una medalla de bronze al Campionat d'Europa de lluita de 1980.